# Partia Reform (Łotwa)
Partia Reform (Reformu partija, RP; do kwietnia 2012 Partia Reform Zatlersa, łot. Zatleru reformu partija) – łotewskie ugrupowanie istniejące w latach 2011–2015.

## Historia
O powstaniu prezydenckiej partii na Łotwie zaczęto mówić po nieudanej reelekcji Valdisa Zatlersa na urząd głowy państwa w czerwcu 2011. Przystąpienie w swe szeregi proponowała eksprezydentowi centroprawicowa koalicja Jedność.
Ostatecznie Valdis Zatlers ogłosił powstanie nowej siły politycznej 9 lipca. W skład Partii Reform Zatlersa (Zatlera reformu partija, ZRP) poza eksprezydentem weszło niewiele znanych osób, choć znaleźli się w niej działacz „Jedności”, były szef Łotewskiego Frontu Ludowego i burmistrz Jurmały Romualds Ražuks, a także poseł na Sejm X kadencji Klāvs Olšteins, który zrezygnował z mandatu w proteście przeciwko niewybraniu Zatlersa na kolejną kadencję. Zjazd założycielski, na którym partia zaprezentowała program, a także m.in. swoje logo – czerwony krzyż na błękitnym tle, odbył się w dniu referendum o rozwiązanie Sejmu 23 lipca. Na początku sierpnia w szeregach partii znalazło się ok. 900 członków. 
Kandydatem ZRP na urząd premiera został 31-letni przedsiębiorca i ekonomista Edmunds Sprūdžs, na funkcję ministra finansów – współtwórca programu gospodarczego partii Vjačeslavs Dombrovskis. Wśród postulatów partii, oprócz reform ekonomicznych, znalazły się zmiany ustrojowe: wprowadzenie urzędu prezydenta wybieranego przez naród, reforma prawa wyborczego zakładająca małe okręgi wyborcze, a także jawne głosowania sejmowe nad wyborem ważnych osób w państwie. W dziedzinie polityki zagranicznej proponuje się dalszą integrację w ramach Unii Europejskiej i NATO, powiększenie budżetu wojskowego do 2% PKB, aktywną politykę energetyczną i transportową UE, a także wyrównanie dopłat bezpośrednich dla łotewskich rolników. 
ZRP, na którą na przełomie sierpnia i września chciało głosować 14,4–17,3% wyborców, za głównego partnera koalicyjnego po wyborach uznała „Jedność”.
Dwie centroprawicowe partie uzyskały w Sejmie 42 mandaty, z tego ZRP 22. Ostatecznie ZRP i „Jedność” wraz z łotewskimi narodowcami powołały do życia trzeci rząd Valdisa Dombrovskisa. Następnie Partia Reform została częścią rządu Laimdoty Straujumy.
W kwietniu 2012 ZRP zmieniła nazwę na Partia Reform. Partia istniała do 2015.